# Lista de prêmios e indicações recebidos por Cidade de Deus
Esta é uma lista de prêmios e indicações recebidos por Cidade de Deus, um filme de drama brasileiro produzido por O2 Filmes, Globo Filmes e Videofilmes. Uma adaptação roteirizada por Bráulio Mantovani a partir do livro de mesmo nome escrito por Paulo Lins. Foi dirigido por Fernando Meirelles, co-dirigido por Kátia Lund e estrelado por Alexandre Rodrigues, Leandro Firmino, Jonathan Haagensen, Matheus Nachtergaele, Douglas Silva e Seu Jorge. Cidade de Deus foi lançado nos cinemas brasileiros em 30 de agosto de 2002.

## Prêmios

### Oscar
| Premiação | Resultado | Nomeação           | Categoria               |
| --------- | --------- | ------------------ | ----------------------- |
| Oscar     | Indicado  | Fernando Meirelles | Melhor Diretor          |
| Oscar     | Indicado  | Bráulio Mantovani  | Melhor Roteiro Adaptado |
| Oscar     | Indicado  | Daniel Rezende     | Melhor Edição           |
| Oscar     | Indicado  | César Charlone     | Melhor Fotografia       |

### Grande Prêmio do Cinema Brasileiro
| Premiação                          | Resultado | Nomeação                               | Categoria                |
| ---------------------------------- | --------- | -------------------------------------- | ------------------------ |
| Grande Prêmio do Cinema Brasileiro | Vencido   | Globo Filmes / Videofilmes / O2 Filmes | Melhor Filme             |
| Grande Prêmio do Cinema Brasileiro | Vencido   | Fernando Meirelles                     | Melhor Diretor           |
| Grande Prêmio do Cinema Brasileiro | Vencido   | Bráulio Mantovani                      | Melhor Roteiro Adaptado  |
| Grande Prêmio do Cinema Brasileiro | Vencido   | César Charlone                         | Melhor Fotografia        |
| Grande Prêmio do Cinema Brasileiro | Vencido   | -                                      | Melhor Som               |
| Grande Prêmio do Cinema Brasileiro | Vencido   | Melhor montagem                        | Melhor Montagem          |
| Grande Prêmio do Cinema Brasileiro | Indicado  | Leandro Firmino da Hora                | Melhor Ator              |
| Grande Prêmio do Cinema Brasileiro | Indicado  | Roberta Rodrigues                      | Melhor Atriz             |
| Grande Prêmio do Cinema Brasileiro | Indicado  | Melhor Ator Coadjuvante                | Melhor Ator Coadjuvante  |
| Grande Prêmio do Cinema Brasileiro | Indicado  | Melhor Atriz Coadjuvante               | Melhor Atriz Coadjuvante |
| Grande Prêmio do Cinema Brasileiro | Indicado  | -                                      | Melhor Figurino          |
| Grande Prêmio do Cinema Brasileiro | Indicado  | -                                      | Melhor Maquiagem         |
| Grande Prêmio do Cinema Brasileiro | Indicado  | Antonio Pinto e Ed Côrtes              | Melhor Trilha Sonora     |
| Grande Prêmio do Cinema Brasileiro | Indicado  | -                                      | Melhor Direção de Arte   |

### Festival de Havana
| Premiação                               | Resultado | Nomeação | Categoria         |
| --------------------------------------- | --------- | --- | ----------------- |
| Festival de Havana                      | Vencido   | Globo Filmes / Vídeofilmes / O2 Filmes                                                                                                   | Melhor Filme      |
| Festival de Havana                      | Vencido   | Matheus Nachtergaele / Seu Jorge / Alexandre Rodrigues / Leandro Firmino da Hora Philippe Haagensen / Jonathan Haagensen / Douglas Silva | Melhor Ator       |
| Festival de Havana                      | Vencido   | César Charlone | Melhor Fotografia |
| Festival de Havana                      | Vencido   | Daniel Rezende | Melhor Montagem   |
| Prêmio da Associação Cubana de Imprensa | Vencido   | Fernando Meirelles | -                 |
| Prêmio Glauber Rocha                    | Vencido   | Fernando Meirelles | -                 |
| Prêmio FIPRESCI                         | Vencido   | Fernando Meirelles | -                 |
| Prêmio OCIC                             | Vencido   | Fernando Meirelles | -                 |
| Prêmio da Universidade de Havana        | Vencido   | Fernando Meirelles | -                 |
| Prêmio Grand Coral                      | Vencido   | Fernando Meirelles | -                 |

### Festival de Cartagena
| Premiação             | Resultado | Nomeação                               | Categoria                  |
| --------------------- | --------- | -------------------------------------- | -------------------------- |
| Festival de Cartagena | Indicado  | Globo Filmes / O2 Filmes / Videofilmes | Melhor Filme               |
| Festival de Cartagena | Indicado  | Fernando Meirelles                     | Melhor Diretor             |
| Festival de Cartagena | Indicado  | -                                      | Prêmio Especial da Crítica |

### Prêmio ABC de Cinematografia
| Premiação                    | Resultado | Nomeação       | Categoria              |
| ---------------------------- | --------- | -------------- | ---------------------- |
| Prêmio ABC de Cinematografia | Vencidos  | César Charlone | Melhor Fotografia      |
| Prêmio ABC de Cinematografia | Vencidos  | Tulé Peak      | Melhor Direção de Arte |
| Prêmio ABC de Cinematografia | Vencidos  | -              | Melhor Som             |

### BAFTA Awards
| Premiação    | Resultado | Nomeação       | Categoria                |
| ------------ | --------- | -------------- | ------------------------ |
| BAFTA Awards | Venceu    | Daniel Rezende | Melhor Edição            |
| BAFTA Awards | Indicado  | -              | Melhor Filme Estrangeiro |

### Writers Guild of America Award
| Premiação                     | Resultado | Nomeação          | Categoria      |
| ----------------------------- | --------- | ----------------- | -------------- |
| Writers Guild of America 1998 | Venceu    | Bráulio Mantovani | Melhor Roteiro |

### Globo de Ouro
| Premiação     | Resultado | Nomeação | Categoria                |
| ------------- | --------- | -------- | ------------------------ |
| Globo de Ouro | Indicado  | -        | Melhor Filme Estrangeiro |